# Rune Elmqvist
Rune Elmqvist, född 1 december 1906 i Lund, död 15 december 1996, var en svensk uppfinnare. 
Han utbildade sig till läkare och avlade medicine licentiatexamen 1939. Hans stora intresse var emellertid tekniken och då speciellt medicinsk teknik, och bortsett från en kort sejour som skeppsläkare vid Johnsonlinjen utövade han inte läkaryrket.
Redan 1927 uppfann han den första direktvisande pH-metern utrustad med vakuumrör. År 1932 bildade han Universitetets Instrumentverkstad i Lund där han utvecklade, tillverkade och marknadsförde de första praktiskt användbara portabla EKG-apparaterna med flera kanaler. År 1940 gick företaget samman med Järnhs Elektriska AB (senare Siemens-Elema) i Stockholm där Rune Elmqvist var ansvarig för produktutvecklingen.
År 1948 kunde han presentera Mingografen, som med sin bläckstråleteknik var helt överlägsen all annan dåtida registreringsteknik. Mingografin tillät naturtrogen registrering i realtid på vanligt papper av frekvenser upp till 1000 Hz. EKG var kanske det viktigaste användningsområdet men inom medicinen hade den många andra användningar: EEG, fonokardiografi, blodtrycksregistreringar med mera. Över en miljon Mingografi-galvanometrar tillverkades. Idag är tekniken ersatt av digitala metoder.
År 1958 uppfann han i samarbete med Åke Senning den implanterbara pacemakern.

## Utmärkelser
- Medicine hedersdoktor vid Lunds Universitet 1957
- Teknologie hedersdoktor vid Lunds Universitet 1974
- Aachener und Münchener Preis für Technik und angewandte Naturwissenschaften 1976
- Kungl. Ingenjörsvetenskapsakademiens guldmedalj 1976
- Erna Ebelings pris.